# Ctenophora (Ctenophora) nigriceps nigriceps
Ctenophora (Ctenophora) nigriceps nigriceps is een ondersoort van de tweevleugelige Ctenophora (Ctenophora) nigriceps uit de familie langpootmuggen (Tipulidae). De ondersoort komt voor in het Palearctisch gebied.